# Félix Gaillard
Félix Gaillard, numele întreg Félix Gaillard d'Aimée (n. 5 noiembrie 1919, Paris, Île-de-France, Franța – d. 9 iulie 1970, Canalul Mânecii) a fost între 1957 - 1958 prim-ministru Franței.